# Gravitační zrychlení
Gravitační zrychlení je zrychlení, které tělesu udílí gravitační síla.

## Značení a jednotky
Značka: ag
Jednotka v SI: m/s²

## Definiční vztah
Je-li {\displaystyle F_{\mathrm {g} }} gravitační síla působící v daném místě na (bodové) těleso setrvačné hmotnosti {\displaystyle m}, vyjadřuje gravitační zrychlení vztah.
{\displaystyle a_{\mathrm {g} }={\frac {F_{\mathrm {g} }}{m}}}
Gravitační zrychlení je tedy číselně rovno gravitační síle, kterou gravitační pole v daném místě působí na bodové těleso o jednotkové (setrvačné) hmotnosti.
Za předpokladu, že platí rovnost setrvačné a gravitační hmotnosti (základní postulát obecné teorie relativity), vyjadřuje gravitační zrychlení intenzitu gravitačního pole v daném místě.

## Gravitační a tíhové zrychlení na zemském povrchu

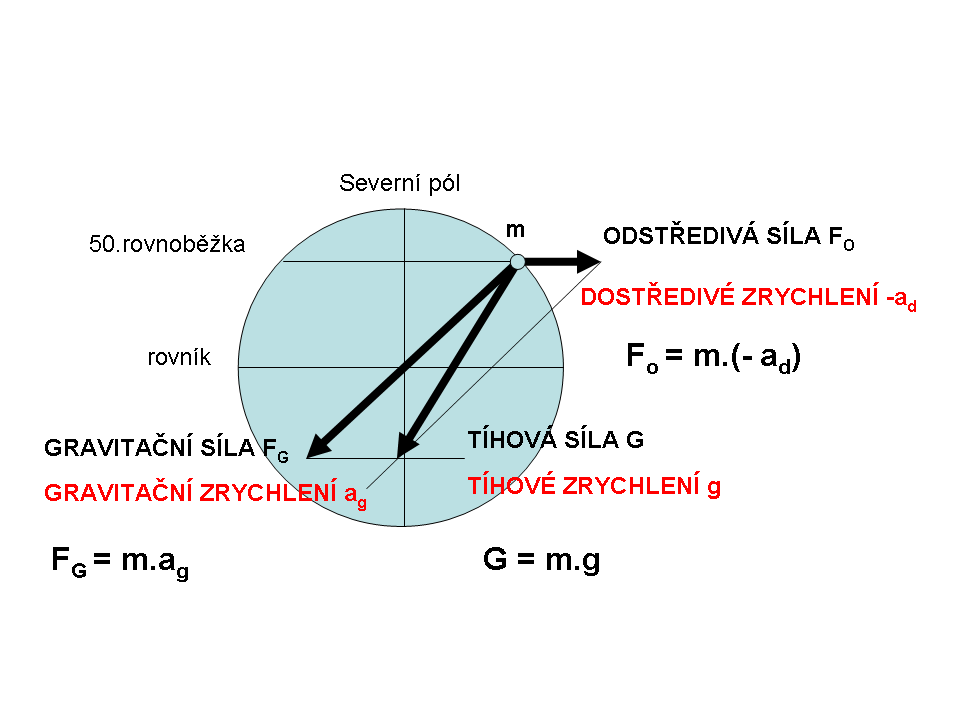
Vztah gravitačního a tíhového zrychlení

Teoretická střední hodnota gravitačního zrychlení na povrchu Země je ag = 9,823 m·s−2. Tato hodnota vyplývá ze vztahu pro intenzitu gravitačního pole {\displaystyle a_{g}=\varkappa {\frac {M}{R^{2}}}} po dosazení hodnot poloměru a hmotnosti {\displaystyle M\,} Země, za zjednodušujícího předpokladu, že Země je nehybná, homogenní, dokonalá koule o poloměru {\displaystyle R\,} = 6371 km, což je poloměr koule o stejném objemu jako je skutečný objem Země. S gravitačním zrychlením by tělesa padala k Zemi, kdyby se Země neotáčela.
Na tělesa otáčející se spolu se Zemí (tedy ve vztažné soustavě spojené s povrchem Země) působí výslednice dvou sil: gravitační síly a
odstředivé síly. Tato výslednice se nazývá tíhová síla a uděluje tělesům při volném pádu tíhové zrychlení, což je vektorová výslednice gravitačního zrychlení a odstředivého zrychlení.
Tíhové zrychlení vyjadřuje intenzitu tíhového pole na povrchu Země. Na různých místech zemského povrchu se velikost tíhového zrychlení mírně liší (v řádu setin m·s−2); na rovníku je jeho hodnota menší a směrem k pólům se zvětšuje. To je způsobeno velikostí odstředivé síly vznikající rotací Země, která je největší na rovníku a nejmenší na pólech. Dohodnutá střední hodnota tíhového zrychlení, tzv. normální tíhové zrychlení, je g = 9,80665 m·s−2.
Na povrchu Měsíce je gravitační zrychlení přibližně šestkrát menší než na Zemi.